# Miracoli dal cielo
Miracoli dal cielo (Miracles from Heaven) è un film del 2016 diretto da Patricia Riggen.
Il film è basato sul libro Miracoli dal cielo di Christy Beam, che racconta la vera storia della sua giovane figlia che ha avuto un'esperienza di pre-morte guarendo poi da una malattia incurabile. Il film è interpretato da Jennifer Garner, Kylie Rogers, Martin Henderson, John Carroll Lynch, Eugenio Derbez e Queen Latifah. Le riprese sono iniziate ad Atlanta, in Georgia, nel mese di luglio 2015. Il film è uscito il 16 marzo 2016.

## Trama
Il film è basato sulla storia della famiglia Beam. Anna soffre di un raro disturbo digestivo incurabile, ma dopo un drammatico incidente, nel quale sperimenta una NDE, scopre di essere inspiegabilmente guarita.

## Distribuzione
La pellicola è stata distribuita nelle sale cinematografiche statunitensi da Columbia Pictures, a partire dal 16 marzo 2016. In Italia il film è stato distribuito da Sony Pictures Entertainment direttamente in DVD, a partire dal 26 ottobre 2016.

### Edizione italiana
Il doppiaggio e la sonorizzazione di Miracoli dal cielo sono stati eseguiti a Roma presso la CDR, mentre i dialoghi italiani e la direzione del doppiaggio sono a cura di Francesco Marcucci.

## Riconoscimenti
- 2016 - Teen Choice Awards

Miglior film drammatico